# Kino Gloria w Bytomiu
Kino Gloria – jednosalowe kino w Bytomiu działające od 8 listopada 1931 roku do 30 czerwca 2006 r.

## Budynek

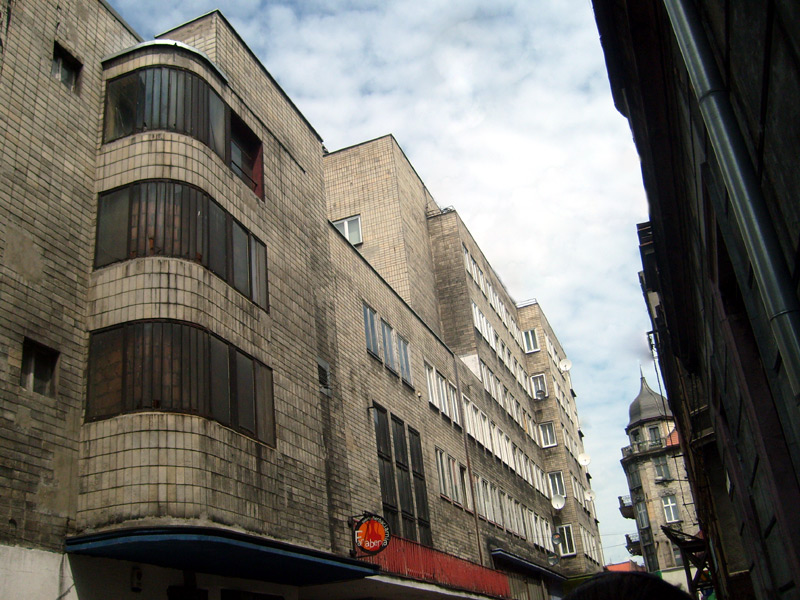
Budynek od strony ul. Szymanowskiego

Kino Gloria mieści się w budynku „Gloria-Palast” przy ulicy Szymanowskiego 2 w południowo-wschodnim narożu bytomskiego Rynku. Jego budowę zakończono w 1931 roku. Ośmiokondygnacyjny wieżowiec zbudowano na konstrukcji stalowej. Jego bryła składa się z wielu wzajemnie przenikających się sześcianów. „Gloria-Palast” jest budynkiem funkcjonalistycznym, charakteryzujący się bardzo surową, oszczędną formą. Elewacja obiektu pokryta jest jasną ceramiką. Budynek został zaprojektowany jako kompleks mieszkalno-rozrywkowy. Pierwotnie mieścił w sobie lokale mieszkalne, kawiarnię, salę dancingową oraz kino.

## Kino
Kino Gloria zostało uruchomione 8 listopada 1931 roku. Nosiło wówczas nazwę firmy dzierżawiącej lokal - Capitol. Zarządcą był Franz Wawrzyczek, prowadzący Palast-Theater w Rozbarku, natomiast właścicielem była spółka Bauring. Nazwę Gloria nadano mu około 1934 roku. Kino działało nieprzerwanie do końca 1944 roku. W styczniu 1945 roku zostało zdewastowane przez wkraczającą do miasta Armię Czerwoną. Otwarto je ponownie w maju 1945 roku pod nazwą Odrodzenie. Prowadzone było wówczas przez firmę Jana Kołodzieja i było pierwszym kinem w Bytomiu uruchomionym po wojnie. Działało ciągle do 30 czerwca 2006 roku, w międzyczasie powracając do nazwy Gloria i zmieniając strukturę właścicielską. Ostatni operator kina - Adamark S.C. - w 1999 roku otrzymał nagrodę prezydenta Bytomia w dziedzinie kultury „Muza”. W latach 2001–2002 w Glorii odbyły się trzy edycje objazdowego festiwalu „Filmostrada”.
5 kwietnia 2011 roku (wtorek) około godziny 19. kino zostało podpalone przez trzech nastolatków. Pożar gaszono do ok. godziny 13. następnego dnia. Sprawcy zostali zatrzymani w ciągu 24 godzin od podłożenia ognia. Pożar doszczętnie zniszczył salę kinową i kryjący ją dach.

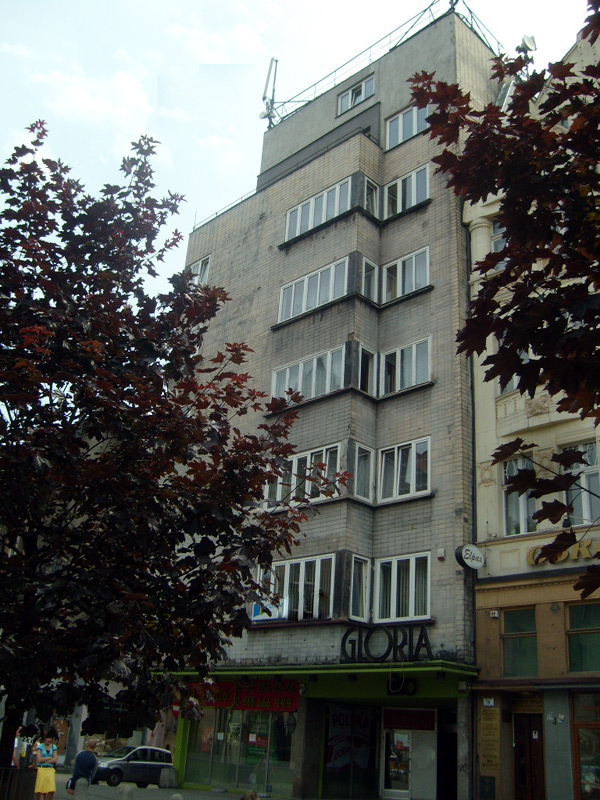
Widok budynku ze strony Rynku

## Fundacja
29 kwietnia 2008 roku podpisano akt założycielski Fundacji Kino Gloria w Bytomiu. Celem działalności fundacji było ponowne otwarcie kina oraz dalsze prowadzenie jego działalności. Organizacja 20 maja 2008 roku otrzymała osobowość prawną poprzez wpis do Krajowego Rejestru Sądowego pod numerem 0000306290. Aby doprowadzić do osiągnięcia celu, fundacja zamierzała uzbierać 2,5-3 mln zł z funduszy zewnętrznych. Pieniądze te miały być przeznaczone na modernizację kina i jego wyposażenie. Ze względu na brak porozumienia z gminą Bytom w sprawie udostępnienia fundacji lokalu Glorii, w sierpniu 2011 roku organizacja została rozwiązana.

## Plany
W lutym 2012 r. pogorzelisko miało zostać rozebrane. Władze miejskie wyrażały wolę odbudowania budynku. Nie podjęto jeszcze decyzji w sprawie ponownego uruchomienia kina. Gmina otrzymała ofertę Instytucji Filmowej Silesia-Film, która zaproponowała kilka wariantów reaktywacji Glorii przy współpracy z miastem. Urząd Miejski miał ustosunkować się w tej kwestii najpóźniej do marca.